# Летище Стряма (Стряма)
 Тази статия е за летище Стряма до село Стряма .  За летище Стряма до град Баня вижте Летище Стряма (Баня).  
Летище Стряма е малко летище, разположено в землището на село Стряма, община Раковски, с авиационни код LB30 (в ICAO и LCL). Летището носи името на село Стряма.

## Описание
Летището се намира на север от село Стряма и Републикански път II-56 и включва:
- писта върху грунд с дължина 515 м и ширина 24 м, неосветена[1]
- 2 сгради за обслужване на дейности на селскостопанската авиация

## Полетна информация
ICAO code: LB30 RWY 11/29
ARP – N 42°17′07" Е 24°52′07" (WGS-1984)
Надморска височина: 171 м